# Средняя Матрёнка
Сре́дняя Матрёнка — село Добринского района Липецкой области. Центр Среднематрёнского сельсовета.

## История
История Средней Матрёнки похожа на историю соседней Верхней Матрёнки: до начала 1740-х годов здесь были хутора, которые стали активно объединяться. Так они и превратились в современную Среднюю Матрёнку.
Название происходит оттого, что село находится в среднем течении реки Матрёнки.   

## Достопримечательности
В Средней Матрёнке есть Дом культуры, а также церковь Святого Димитрия Солунского.

## Население
| 2010 |
| ---- |
| 585  |

## Объекты культурного наследия
- Курган 1.  исторический памятник (региональный)[3]

- Курган 2.    исторический памятник (региональный)[3]

- Курганная группа (4 насыпи).  исторический памятник (региональный)[3]